# Elke Bartels
Elke Bartels (* 1956) war bis zum 30. Juni 2021 Polizeipräsidentin des Polizeipräsidiums Duisburg. Als solche war sie für die Sicherheit der Menschen in der Stadt Duisburg und für die rund 900 Kilometer schiffbarer Wasserstraßen in Nordrhein-Westfalen verantwortlich (siehe Wasserschutzpolizei Nordrhein-Westfalen). Die Arbeit der Behörde wurde nach dem Unglück bei der Loveparade 2010 im öffentlichen Diskurs kritisiert.
Bartels ist promovierte Juristin. Sie war mit wenigen Unterbrechungen seit 1984 für die Bezirksregierung Düsseldorf tätig. Seit 1997 war sie Leiterin verschiedener Abteilungen, unter anderem der Abteilung „Gefahrenabwehr“, zu der auch bis 2007 die Polizeiaufsicht gehörte. Bartels lebt mit ihrem Mann und ihrem Sohn in Düsseldorf.
In der Kabinettssitzung der Landesregierung NRW (Kabinett Kraft I) am 13. September 2010 wurde Bartels auf Vorschlag von Innenminister Ralf Jäger als Polizeipräsidentin vorgeschlagen und bestätigt. Sie trat die Nachfolge von Rolf Cebin an, der Ende Mai 2010 nach Erreichen der Altersgrenze in den Ruhestand ging. Sie selbst ging mit Erreichen der Altersgrenze Ende Juni 2021 in den Ruhestand, ohne dass ein(e) Nachfolger(in) benannt wurde. Auf Beschluss des Landeskabinetts vom 8. März 2022 soll Alexander Dierselhuis, der bisherige Polizeipräsident von Oberhausen, am 1. April 2022 das Amt des Polizeipräsidenten Duisburg übernehmen und damit Nachfolger von Elke Bartels werden.